# غاريث وليامز (لاعب كرة قدم)
غاريث وليامز (بالإنجليزية: Gareth Williams)‏ (12 مارس 1967 في المملكة المتحدة - ) هو لاعب كرة قدم بريطاني في مركز الوسط. لعب مع أستون فيلا ونادي بارنسلي ونادي بورنموث ونادي نورثامبتون تاون وهال سيتي ونادي سكاربورو ونادي غاينسبورو ترينيتي وIlkeston F.C. ‏ وماتلوك تاون ‏ وإيكستون تاون ‏ وEast Cowes Victoria Athletic A.F.C. ‏ وGosport Borough F.C. ‏.

## وصلات خارجية
- غاريث وليامز على موقع قاعدة بيانات كرة القدم.إي يو (الإنجليزية)
- غاريث وليامز على موقع Soccerbase.com (لاعب) (الإنجليزية)